# Клеман Міньйон
Клеман Міньйон (фр. Clément Mignon, нар. 21 січня 1993, Екс-ан-Прованс, Франція) — французький плавець, срібний призер Олімпійських ігор 2016 року, чемпіон світу.

## Виступи на Олімпійських іграх
| Олімпіада | Дисципліна             | Місце |
| --------- | ---------------------- | ----- |
| Ріо 2016  | 100 м вільним стилем   | 14    |
| Ріо 2016  | 4x100 м вільним стилем | 2     |
| Ріо 2016  | 4x100 м комплексом     | 10    |